# Compilation anticipée
 (octobre 2014).
Si vous disposez d'ouvrages ou d'articles de référence ou si vous connaissez des sites web de qualité traitant du thème abordé ici, merci de compléter l'article en donnant les références utiles à sa vérifiabilité et en les liant à la section « Notes et références ».
Pour les articles homonymes, voir AOT.

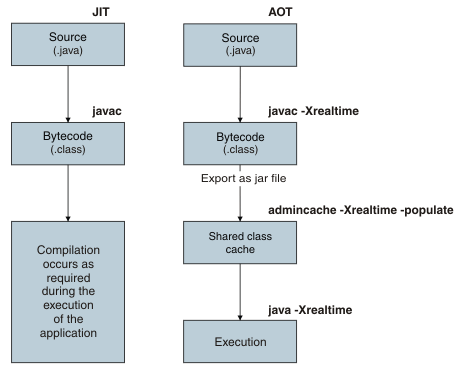
exemple de compilation anticipé

En informatique , la compilation anticipée (ou compilation hors ligne, ou compilation AOT où AOT signifie ahead-of-time; en anglais, ahead-of-time compilation) est une compilation qui traduit un langage évolué en langage machine avant l'exécution d'un programme contrairement à une compilation à la volée (just-in-time compilation) qui se fait lors de l'exécution du programme.
La compilation anticipée permet d'avoir une vue d'ensemble du code, ce qui n'est pas le cas d'une compilation à la volée qui ne peut faire que des optimisations locales. La compilation anticipée permet de diminuer les coûts de traitements des exceptions et les appels aux méthodes et interfaces.